# Rodafnidia
Rodafnidia (griechisch Ροδαφνίδια (n. pl.)) ist ein archäologischer Fundplatz auf der griechischen Insel Lesbos nahe dem Dorf Lisvori. Rodafnidia barg die vielleicht ältesten Artefakte Griechenlands.
Die frühe Besiedlung der Insel dürfte während einer oder mehrerer der Kaltzeiten erfolgt sein, denn ein Absinken des Meeresspiegels von 50 m genügt, um aus der Insel eine Halbinsel Kleinasiens zu machen. Da  während der Kaltzeiten, in denen enorme Wassermengen in Gletschern gebunden waren, der Meeresspiegel erheblich absank, war Rodafnidia in diesen Perioden stets eine Halbinsel. Die Freilandstätte erstreckt sich über eine Fläche von 4 ha. Der Löwenanteil der Artefakte befand sich auf einem Hügel, der an der Süd- und der Westseite recht steil ist, während die anderen Seiten, insbesondere die Nordseite, ein geringes Gefälle aufweisen. Dort befinden sich heute Olivenhaine.
Der Bericht von Laien über paläolithische Artefakte im Jahr 2000 bewirkte eine erste Untersuchung im Jahr 2009, der ein Survey im nächsten Jahr folgte. Die systematische Untersuchung erfolgte im Jahr 2012, Grabungen reichten bis 2,8 m Tiefe. Die Grabungen wurden von Nena Galanidou, Professorin für Archäologie an der Universität Kreta, geleitet.
Die Geräte und ihre Vorstufen bestanden aus Flint und Andesit, allein 2012 wurden 705 von ihnen entdeckt. Das Alter der ältesten Stücke konnte auf 258.000 ± 48.000 Jahre bestimmt werden. Die Werkzeugtechnologie deutet allerdings auf ein noch deutlich höheres Alter, ähnlich wie Kaletepe Deresi 3 oder gar die Olduwai-Stätten hin.
Funde aus Rodafnidia wurden 2023 im Athener Benaki-Museum in der Ausstellung „The Origins of Sculpture. Archaeological finds from the Old World and Lesbos 2.5 million to 50,000 years Before Present“ (Die Ursprünge von Skulpturen. Archäologische Funde aus der Alten Welt und Lesbos 2,5 Millionen bis 50.000 Jahre vor der Gegenwart) gezeigt.

## Belege
1. ↑  Παναγιώτης Κονιδάρης: Η Νένα Γαλανίδου στην ΕΡΤ. 3. Juli 2022, abgerufen am 28. Januar 2024 (griechisch).
2. ↑  Vangelis Tourloukis, Katerina Harvati: The Palaeolithic record of Greece: A synthesis of the evidence and a research agenda for the future, in: Quaternary International, 9. Februar 2017, S. 1–18, hier: S. 2–4 (academia.edu).
3. ↑  The Origins of Sculpture. 27. September 2023, abgerufen am 28. Januar 2024 (englisch).